# 마리우스 린비크
마리우스 린비크(노르웨이어: Marius Lindvik, 1998년 6월 27일~)는 노르웨이의 스키점프 선수이다. 2022년 동계 올림픽 라지힐 개인전에서 금메달을 획득했으며,  2019-20, 2020-21 시즌 4대 점프대 토너먼트 준우승을 차지했다.